# Franz Vogt (Regierungspräsident)
Franz Vogt (* 9. Februar 1935 in Volkach) ist ein ehemaliger bayerischer Staatsbeamter und war von 1984 bis 2000 Regierungspräsident des bayerischen Regierungsbezirks Unterfranken.

## Leben
Vogt studierte an der Universität Würzburg Rechtswissenschaft und schloss das Studium nach dem ersten und zweiten Staatsexamen mit der Promotion zum Dr. jur. ab. Er trat in bayerische Staatsdienste und war von 1984 bis 2000 Regierungspräsident des bayerischen Regierungsbezirks Unterfranken. In dieser Zeit setzt er sich u. a. für die Einführung ingenieurwissenschaftlicher Studiengänge an der Universität Würzburg ein. Ebenso engagierte er sich für den Aufbau des Universitätsbundes.
Vogt hat sich für die Belange des Volksbunds Deutsche Kriegsgräberfürsorge eingesetzt. Acht Jahre war er stellvertretender Vorsitzender auf Bundesebene. Von 1984 bis 2003 war Vogt Vorsitzender des Frankenbundes.

## Ehrungen und Auszeichnungen
- Ehrensenator der Universität Würzburg
- Bayerischer Verdienstorden
- Verdienstkreuz 1. Klasse
- Bayerische Staatsmedaille für soziale Verdienste

## Mitgliedschaften
- K.D.St.V. Franco-Raetia zu Würzburg im CV
- K.D.St.V. Thuringia zu Würzburg im CV
- Frankenbund e. V. (Vorsitzender 1984–2003)